# Airospermeae
Airospermeae, tribus broćevki, dio potporodice Cinchonoideae. Pripada mu ukupno sedam vrsta unutar dva roda: Airosperma s Fidžija i Nove Gvineje (6 vrsta) i monotuipičnog roda Boholia s Malih Sundskih otoka, Filipina i Sumatre.
Ovaj tribus je uz još četiri druga nova tribusa opisan 2013., to su: Augusteae, Scyphiphoreae, Steenisieae i Trailliaedoxeae.

## Rodovi
1. Airosperma K.Schum. & Lauterb.
2. Boholia Merr.